# Kontinentalna Francuska
Izraz kontinentalna Francuska označava onaj dio Francuske koji se nalazi u Europi. U ovo spada kontinentalni dio države i bliski otoci u Atlantiku, la Mancheu i Sredozemnom moru zajedno s Korzikom.
U francuskom jeziku se izraz France métropolitaine ili Métropole koristi za ta područja, kao odvojeni dio od prekomorske Francuske u koju spadaju svi oni dijelovi koji nisu u Europi.
Izraz France continentale ponekad se koristi, kako bi se opisao europski dio Francuske bez Korzike.
Kontinentalna Francuska se proteže na 543 965 km², što čini 80 % ukupnog teritorija te zemlje. Početkom 2006. godine, na tom području je živjelo oko 61 044 700 stanovnika, što je 96 % stanovništva Francuske.
|  | Portal Francuske – Pristup člancima s tematikom o Francuskoj. |